# Åkerby gård

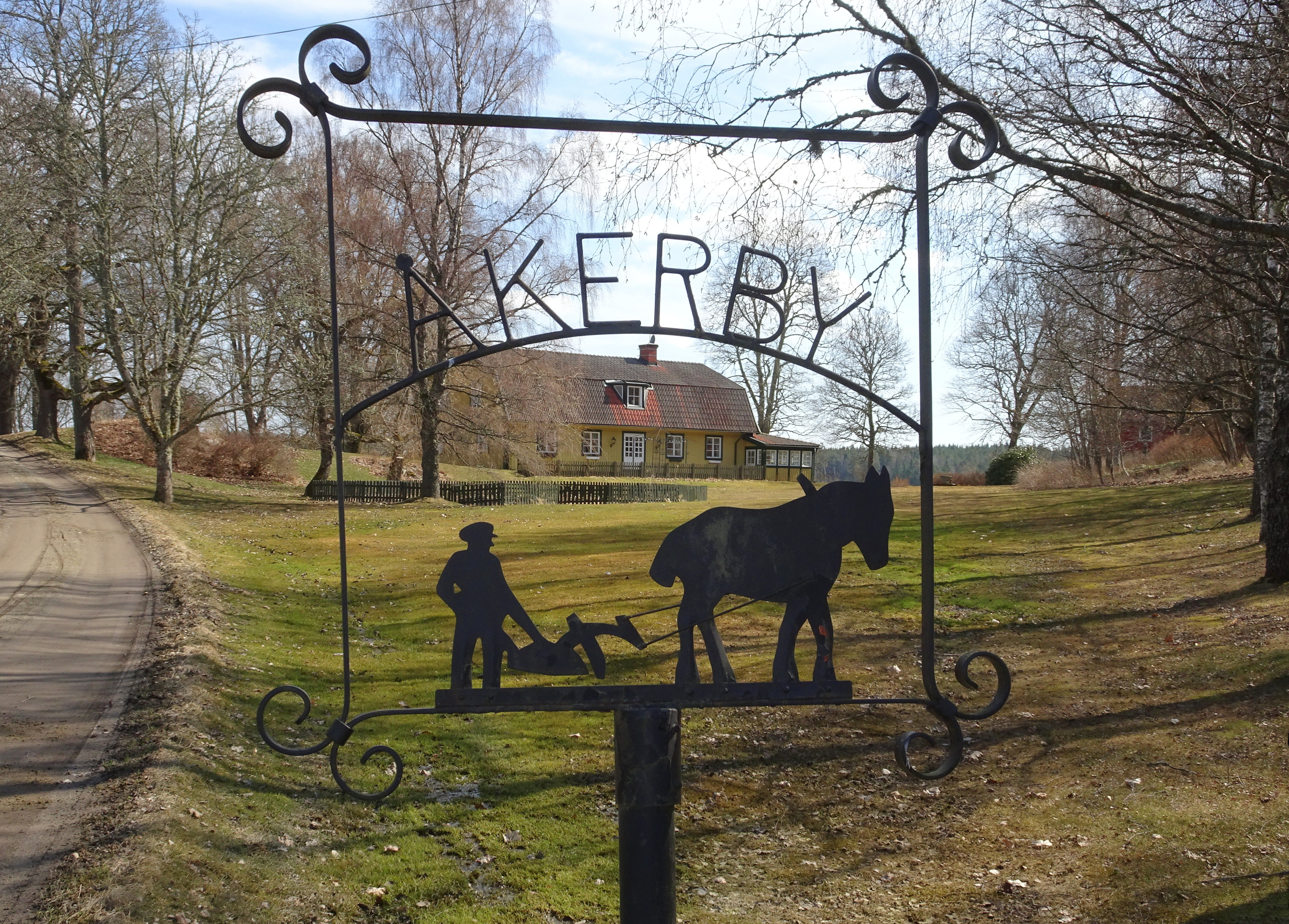
Åkerby gård, april 2018.

Åkerby är en herrgård i Sorunda socken, Nynäshamns kommun, Stockholms län. Åkerby ligger strax söder om väg 225, inte långt från Ristomta.

## Historik

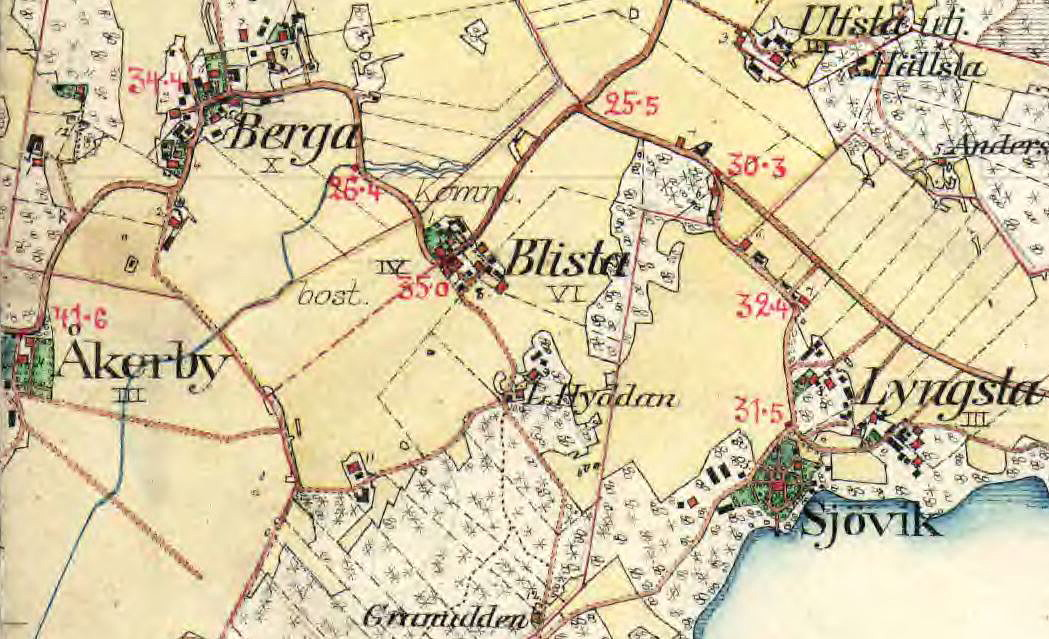
Gårdarna Åkerby, Berga, Blista, Sjövik och Lyngsta omkring sekelskiftet 1900.

Åkerby omnämns i skrift redan 1382 och 1384 som j akerby respektive j akirby. Den medeltida gårdstomten låg ungefär på samma plats som dagens huvudbebyggelse. Norr om gården ligger ett forntida gravfält åtminstone från järnåldern (RAÄ-nummer Sorunda 494:1). Öster och söder om gården utbreder sig åkermarken. 
På 1880-talet omfattade egendomen ¼ mantal. 1889 ägdes frälsehemmandet Åkeby av Heléna Catharina Liljestråle, hustru till kapten Otto Liljestråle. Enligt ett arrendekontrakt från september 1889 tillträdde då lantbrukaren Carl Groen som arrendator i tio år. I fastighetsbeskrivningen upptogs mangården som ett vinkelbyggt timmerhus med brädpanel under ett tegeltak. Till gårdens byggnader hörde bland annat ett mindre bostadshus, ett badhus, ett brygghus med bagarstuga, ett stall, en spannmålsbod, flera lador, en smedja och en stor ladugård.
Sedan 1965 driver familjen Johansson lantbruket på gården. I den till smidesverkstad ombyggda ladugårds- och stallbyggnaden söder om mangården finns Åkerby Konstsmedja som startade sin verksamhet i början av 1900-talet under namnet Örns Konstmide och fick sitt nuvarande namn 1973. Här tillverkas bland annat gravkors och övrigt konstsmide.

## Bilder

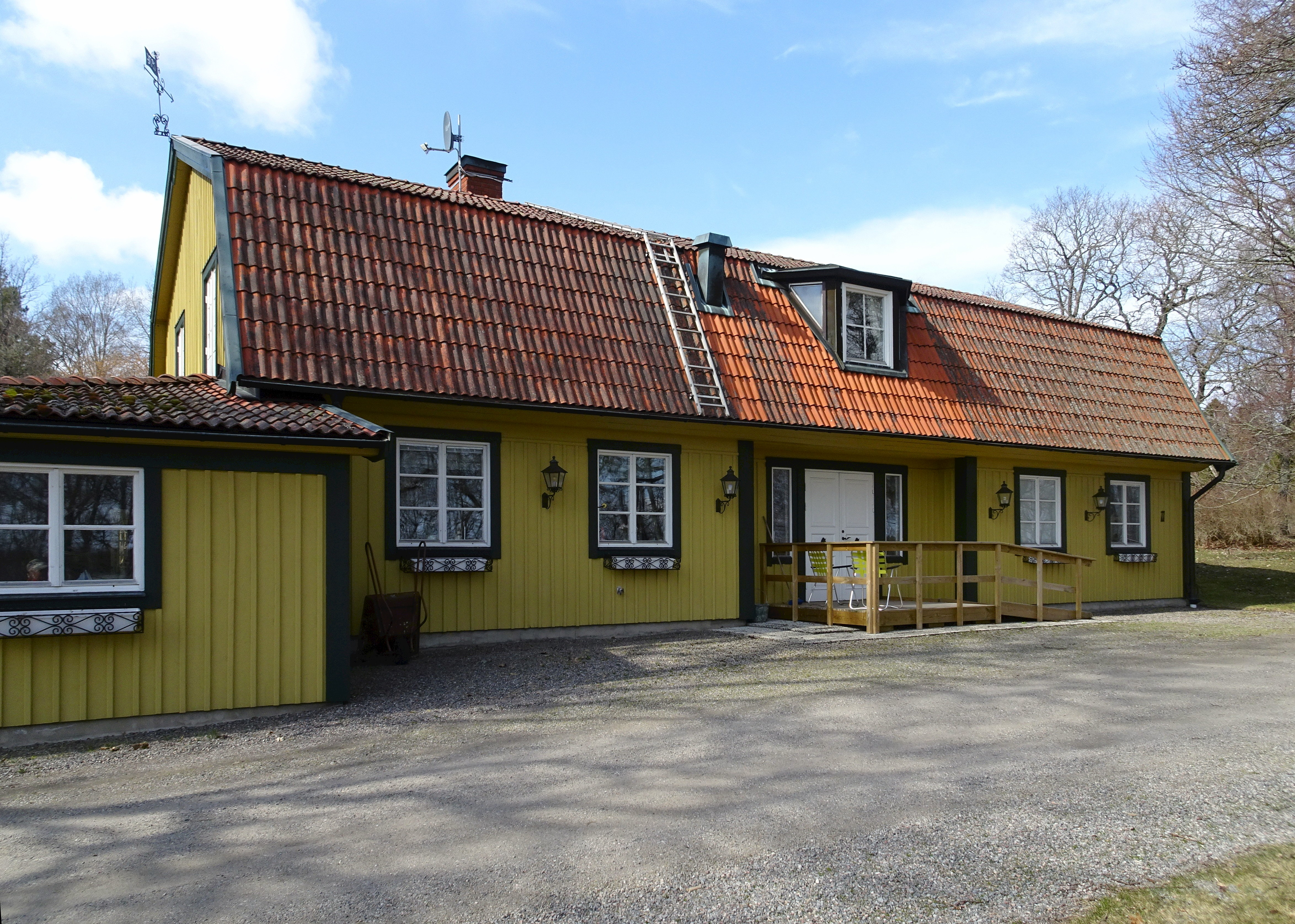
Huvudbyggnad
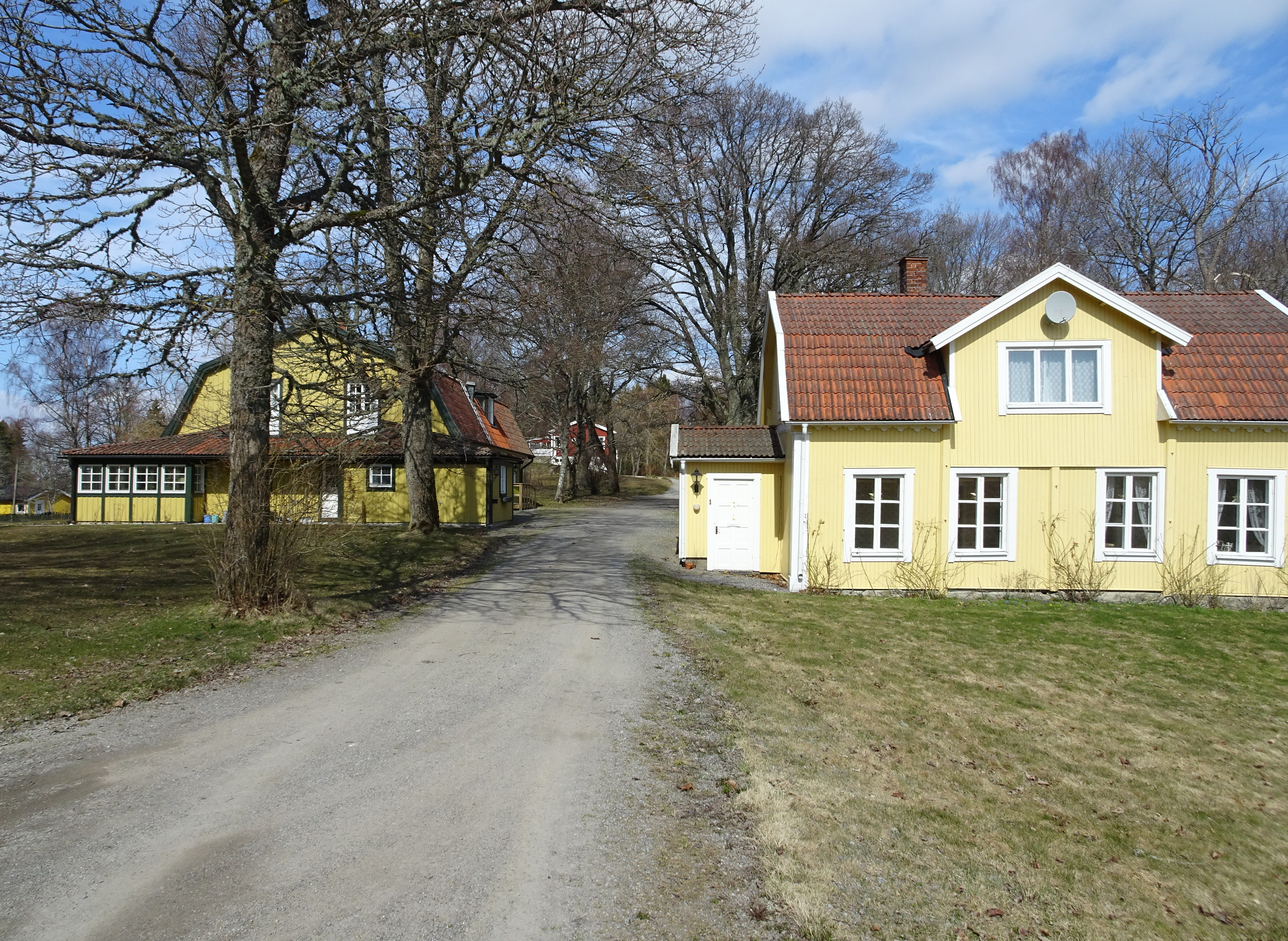
Flygelbyggnad
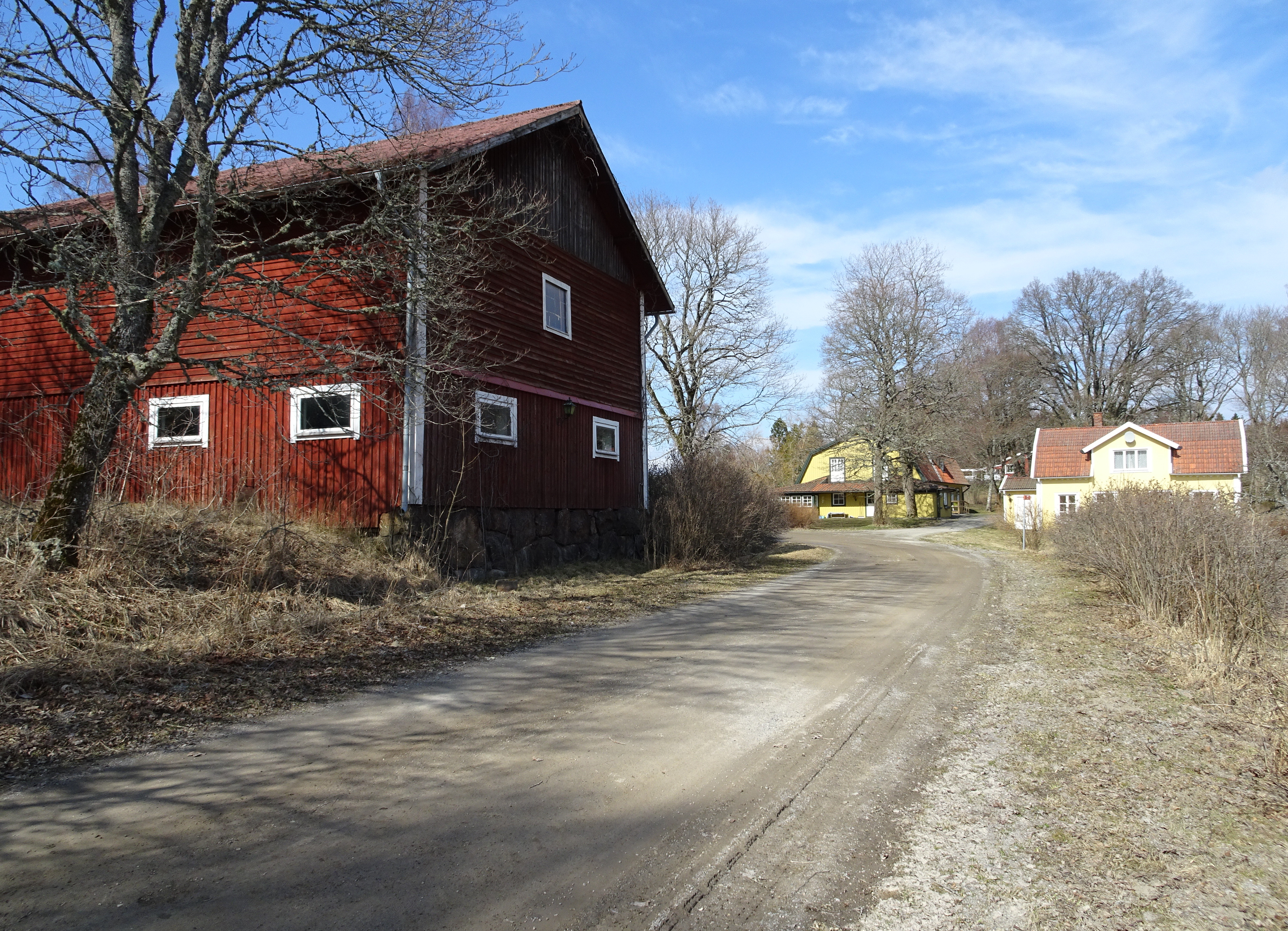
Ladugård och bruksväg
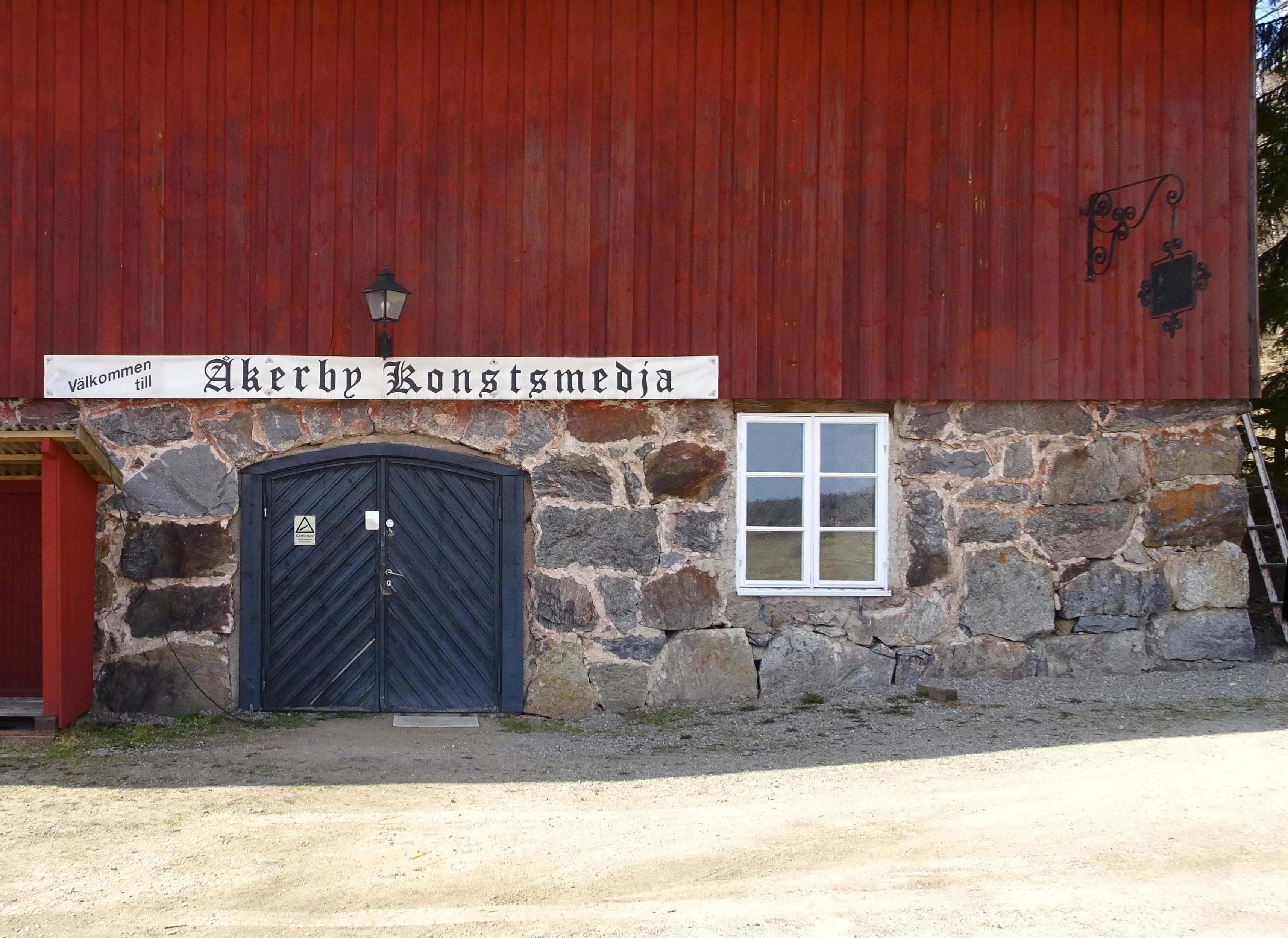
Åkerby Konstsmedja